# Pseudoprosopis
Genre
Pseudoprosopis est un genre de plantes à fleurs dicotylédones de la famille des Fabaceae, sous-famille des Mimosoideae, originaire d'Afrique, qui comprend sept espèces acceptées.

## Liste d'espèces
Selon The Plant List (21 novembre 2018) :
- Pseudoprosopis bampsiana Lisowski
- Pseudoprosopis claessensii (De Wild.) G.C.C.Gilbert & Bout
- Pseudoprosopis euryphylla Harms
- Pseudoprosopis fischeri (Taub.) Harms
- Pseudoprosopis gilletii (De Wild.) Villiers
- Pseudoprosopis sericea (Hutch. & Dalziel) Brenan
- Pseudoprosopis uncinata C.M.Evrard